# Gerd Christian
Gerd Christian, de son vrai nom Gerd-Christian Biege, né le 16 juillet 1950 à Greifswald, est un chanteur allemand.

## Biographie
En 1960, sa famille s'installe à Berlin. Il suit d'abord une formation de charpentier. Après trois ans à la Musikschule Friedrichshain, il obtient sa carte professionnelle de chanteur en 1973.
Il commence alors sa carrière en tant que soliste dans le groupe de Michael Fritzen. Il entame sa carrière solo en 1979 avec le titre Sag ihr auch composé par son frère Holger Biege et écrite par Fred Gertz. Il se vend à un million d'exemplaires.
Il maintient sa carrière après la réunification. Avec une nouvelle équipe d'auteurs et de producteurs (Andreas Goldmann et Heike Fransecky), il se relance en 2000 avec le titre Ich träum von dir.

## Discographie
Singles
- 1979: Sag ihr auch (Amiga)
- 1979: Gloria, Amiga
- 1979: Mädchen, Amiga
- 1981: Sie lag im Schlauchboot, Amiga
- 1982: Denn ich bin nie zu Haus, Amiga
- 1984: Steh mir bei, Amiga
- 1991: Warum willst du gehn, Amiga
- 1992: Das alte Schiff
- 2000: Ich träume von dir
- 2003: Ich werde da sein
- 2007: Der Sommer meines Lebens
- 2008: Zähl nicht nur die Jahre
- 2009: Wenn man älter wird
- 2009: Glück lebt in unseren Herzen
- 2010: Für Mandy

Albums
- 1997 Mien Boom steiht hier
- 2002: Dreh dich nicht um
- 2003: Ich werde da sein
- 2003: Erinnerst du dich
- 2004: Träum in meinem Arm
- 2004: Sind die Lichter angezündet
- 2005: Das Bild in meiner Hand
- 2006: Hast du Zeit für mich
- 2007: Tanz mit mir
- 2008: Zähl nicht nur die Jahre
- 2009: Das eigene Gesicht
- 2010: Noch immer Jung